# Jan Świtkowski
Jan Świtkowski , né le 23 janvier 1994 à Lublin, est un nageur polonais, spécialiste de la nage libre et du papillon.
Étudiant au Virginia Tech puis à l'université de Floride, il remporte la médaille de bronze du 200 m papillon lors des championnats du monde à Kazan, en 1 min 54 s 10.